# Przepływ rzeki
Przepływ cieku – ilość wody, przepływającej przez poprzeczny przekrój koryta cieku wodnego (np. koryta rzeki) w jednostce czasu. Jest podawany w m³/s lub l/s. Przepływ cieku bywa określany synonimicznie mianem natężenia przepływu.

## Przepływy charakterystyczne
W opisie reżymu hydrologicznego rzeki wyróżnia się przepływy charakterystyczne. Dzieli się je na trzy grupy: konwencjonalne (główne), okresowe i ekstremalne. Przepływy główne są obliczane na podstawie przepływu w pewnym okresie, co ma wpływ na ich wartość, i jednocześnie nie jest znane prawdopodobieństwo ich występowania (w odróżnieniu od przepływów ekstremalnych). Przepływy główne pierwszego stopnia wyznacza się dla danego okresu (np. miesiąca czy roku). Są to:
- WQ – przepływ najwyższy
- SQ – przepływ średni (wyliczany jako średnia arytmetyczna z wartości dziennych)
- ZQ – przepływ zwyczajny (odpowiada medianie z wartości dziennych)
- NQ – przepływ najniższy.

Konwencjonalne przepływy drugiego stopnia są podawane dla wielolecia i poza najwyższym i najniższym są średnimi arytmetycznymi przepływów pierwszego stopnia:
- WWQ – najwyższy przepływ zaobserwowany w okresie wieloletnim
- SWQ – przepływ średni z najwyższych
- SSQ – przepływ średni w okresie wieloletnim
- SNQ – przepływ średni z najniższych
- NNQ – najniższy przepływ zaobserwowany w okresie wieloletnim[1].

## Pomiar natężenia przepływu
Metody bezpośrednie
Do metod bezpośrednich pomiaru natężenia przepływu należą: metoda wolumetryczna, metoda chemiczna (konduktometryczna), metoda przelewów cechowanych.
Metoda wolumetryczna
Zwana też metodą podstawionego naczynia lub objętościową, służy do pomiaru natężenia przepływu w małych ciekach oraz wydajności niewielkich źródeł. Polega ona na bezpośrednim pomiarze ilości przepływającej wody za pomocą naczynia o znanej pojemności. Jest metodą dokładną, przy założeniu, że stosuje się ją w warunkach, gdzie istnieje możliwość całościowego uchwycenia strumienia przepływającej wody. Nadaje się do pomiaru natężenia przepływu nie większego niż 10 dm³/s. Pomiar należy powtórzyć co najmniej trzykrotnie, a wynik uśrednić. Natężenie przepływu oblicza się według wzoru:
{\displaystyle Q={\frac {V}{t}}}
gdzie:
{\displaystyle Q} – natężenie przepływu [dm³/s]
{\displaystyle V} – objętość podstawionego naczynia [dm³]
{\displaystyle t} – średni czas napełnienia naczynia [s]
Metoda chemiczna (konduktometryczna)
Metoda przelewów cechowanych